# Сент-Томас (Барбадос)
Сент-Томас (англ. Saint Tomas) — приход Барбадоса. Сент-Томас вместе с приходом Сент-Джордж не имеет выхода к морю. 
В районе Стерджес находится несколько вещательных антенн для всего Барбадоса, одна из которых в 2018-м году упала на близлежащие объекты.

## География
Сент-Томас находится в центре Барбадоса, не имея выхода в море. Сент-Томас граничит с приходами Сент-Джордж на юго-востоке, с Сент-Андру на северо-востоке, с Сент-Майклом на юго-западе, с Сент-Джеймсом на западе и с Сент-Джозефом на востоке. Сент-Томас включает в себя район Стерджес.

## Населённые пункты
Сент-Томас не имеет городов, так как все пять городов Барбадоса находятся в приходах Крайст-Чёрч, Сент-Майкл, Сент-Питер и Сент-Джеймсе. В центре Сент-Томаса находится деревня Уэлчмен-Холл. Столицей прихода является деревня Хиллеби.

### Список
| Населённый пункт | Название (англ.) | Статус   |
| ---------------- | ---------------- | -------- |
| Артур-Сет        | Arthurs Seat     | Деревня  |
| Багатель         | Bagatelle        | Деревня  |
| Беннеттс         | Bennetts         | Деревня  |
| Бибби-Лейн       | Bibbys Lane      | Деревня  |
| Блантс           | Blunts           | Деревня  |
| Блумсбери        | Bloomsbury       | Деревня  |
| Бриджфайлд       | Bridgefield      | Деревня  |
| Данскомб         | Dunscombe        | Деревня  |
| Дюкс             | Dukes            | Деревня  |
| Индевор          | Endeavour        | Деревня  |
| Клифтон          | Clifton          | Поместье |
| Клифтон-Хилл     | Clifton Hill     | Деревня  |
| Контент          | Content          | Деревня  |
| Кристи           | Christie         | Деревня  |
| Кэйнфайлд        | Canefield        | Деревня  |
| Лайн-Кастл       | Lion Castle      | Деревня  |
| Маунт-Уилтон     | Mount Wilton     | Деревня  |
| Маунт-Мизери     | Mount Misery     | Деревня  |
| Порей-Спринг     | Porey Spring     | Деревня  |
| Праутес          | Proutes          | Деревня  |
| Регби            | Rugby            | Деревня  |
| Редменс          | Redmans          | Деревня  |
| Стронг-Хоуп      | Strong Hope      | Деревня  |
| Уокс-Спринг      | Walkes Spring    | ?        |
| Уэлчмен-Холл     | Walchman Hall    | Деревня  |
| Фишер-Понд       | Fisher Pond      | Деревня  |
| Фармерс          | Farmers          | ?        |
| Хайклер          | Highclere        | Деревня  |
| Хиллеби          | Hilleby          | Деревня  |
| Хоупвелл         | Hopewell         | ?        |
| Шоп-Хилл         | Shop Hill        | Деревня  |
| Эдж-Хилл         | Edge Hill        | Деревня  |

## Образование
В 1997 году правительство Барбадоса во главе с Министерством образования в попытке создать больше возможностей, чтобы увеличить количество поступающих в среднюю школу, открыло в Сент-Томасе «Среднюю школу Сент-Томас», ставшей «предшественницей» современной «Средней школы Вогана Лестера». 
В Сент-Томасе есть школа «Челленор» — школа для детей и взрослых с умственной отсталостью.

## Достопримечательности
Самыми популярными достопримечательностями Сент-Томаса являются Моравская церковь Клифтон-Хилл, расположенная в Клифтон-Хилле, Церковь Шарон Моравиан и пещера Хариссона.